# The Electric Age
The Electric Age (с англ. — «Электрическая эпоха») — шестнадцатый студийный альбом американской трэш-метал группы Overkill, выпущен 30 марта 2012 года на лейбле Nuclear Blast в Европе, и 27 марта в США. The Electric Age — первый альбом Overkill, который поднялся выше 100 места в хит-параде Billboard 200, заняв в нём 77 место. В первую неделю продаж в США было продано около 6700 копий альбома, преодолев рубеж в 4100 экземпляров прошлого альбома Ironbound.

## Список композиций
Слова и музыка всех песен — Д. Д. Верни и Бобби Элсворт.
| №                   | Название                    | Длительность |
| ------------------- | --------------------------- | ------------ |
| 1.                  | «Come and Get It»           | 6:17         |
| 2.                  | «Electric Rattlesnake»      | 6:19         |
| 3.                  | «Wish You Were Dead»        | 4:19         |
| 4.                  | «Black Daze»                | 3:55         |
| 5.                  | «Save Yourself»             | 3:43         |
| 6.                  | «Drop the Hammer Down»      | 6:25         |
| 7.                  | «21st Century Man»          | 4:12         |
| 8.                  | «Old Wounds, New Scars»     | 4:11         |
| 9.                  | «All Over but the Shouting» | 5:30         |
| 10.                 | «Good Night»                | 5:36         |
| Общая длительность: | Общая длительность:         | 50:26        |

| №                   | Название                   | Длительность |
| ------------------- | -------------------------- | ------------ |
| 11.                 | «Horrorscope» (live)       | 5:32         |
| 12.                 | «Long Time Dyin'» (live)   | 4:11         |
| 13.                 | «Necroshine» (live)        | 7:27         |
| 14.                 | «Walk Through Fire» (live) | 4:53         |
| Общая длительность: | Общая длительность:        | 1:12:28      |

Все бонусные композиции были записаны в The Metro в Сиднее (Австралия) во время тура Ironbound. Эти композиции также были выпущены лейблом как EP под названием Live From Oz в 2013 году.

## Участники записи
- Бобби «Blitz» Эллсуорт — вокал
- Дерек Тэйлер — ритм-гитара
- Дэйв Линск — соло/ритм-гитара
- Д. Д. Верни — бас-гитара
- Рон Липники — ударные

Производство
- Overkill — продюсеры
- Грег Рили — сведение, мастеринг
- Д. Д. Верни, Дэйв Линск — звукоинженеры
- Дэн Корнев — редактирование
- Дэйв Линск — запись (студии SKH Recording)
- Джон «Jonnyrod» Сиорсиари — запись (JRod Productions)
- Роб Шэлкросс — дополнительное редактирование

Обложка и дизайн
- Трэвис Смит — обложка, макет
- Марк Вайс — фотография

### Студии
- Gear Recording Studio, Шрусбери, Нью-Джерси — запись
- SKH Studios, Стьюарт, Флорида — дополнительная запись
- JRod Productions, Помона (Нью-Йорк) — дополнительная запись

## Позиции в чартах
| Чарт (2012)                                   | Позиция |
| --------------------------------------------- | ------- |
| Австрия (Ö3 Austria)                          | 73      |
| Германия (Offizielle Top 100)                 | 34      |
| Венгрия (MAHASZ)                              | 35      |
| Япония (Oricon)                               | 89      |
| Республика Корея (Gaon)                       | 30      |
| Швеция (Sverigetopplistan)                    | 41      |
| Швейцария (Schweizer Hitparade)               | 62      |
| Великобритания (UK Rock & Metal Albums Chart) | 23      |
| США (Billboard 200)                           | 77      |
| США (Billboard Independent Albums)            | 13      |
| США (Billboard Top Hard Rock Albums)          | 7       |
| США (Billboard Top Rock Albums)               | 22      |
| США (Billboard Top Tastemaker Albums)         | 15      |